# Auckland-szigeteki kárókatona
Az Auckland-szigeteki kárókatona (Phalacrocorax colensoi) a madarak (Aves) osztályának a szulaalakúak (Suliformes) rendjébe, ezen belül a kárókatonafélék (Phalacrocoracidae) családjába tartozó faj.
A magyar név forrással nincs megerősítve; lehet, hogy az angol név tükörfordítása (Auckland Shag).
Tudományos nevét William Colenso új-zélandi természettudósról kapta.

## Előfordulása
Az Új-Zélandhoz tartozó Auckland-szigetek területén honos.